# What's On Kyiv
What's On Kyiv або What's On Kiev — щомісячний культурно-розважальний англомовний журнал, який публікується в Києві.

## Історія
Журнал був заснований у 1999 році, його першим головним редактором стала Аманда Пітт. З 2001 по 2007 роки головним редактором був Пітер Дікінсон, а після нього — Ніл Кемпбелл, який в 2011 році передав редакційні повноваження Лані Ніколь Ніланд. Тоді журнал належав компанії PAN Publishing, яка також публікувала журнал Panorama Міжнародних авіаліній України. Регулярне видання журнал припинив після Революції гідності. Влітку 2014 року у спеціальному виданні «What's On» — «Chronicle of a Revolution» («Хроніка революції») вийшла підбірка новин та фотоспостережень, а також окремі спеціальні статті, що публікувалися в журналі «What's On» протягом 12-тижневого періоду революції.
До регулярного виходу «What's On» повернувся у вересні 2017 року. Тепер журнал належить Outpost Publishing, власницею і головною редакторкою видання є Лана Ніколь Ніланд.

## Регулярні розділи
- What's New — короткий огляд новин.
- What's Making Headlines — особливості українського суспільства та культури.
- What's On This Month — перелік основних розважальних заходів у Києві за рубриками Live Music, Art, Nightlife, Theatre, Family тощо.
- What's Ahead — майбутні події, що плануються в Києві.
- What's On the Rise — інтерв'ю з відомими людьми.
- What's On Means Business — інтерв'ю та інформація, що стосується ділової спільноти у Києві.
- What's In Focus — суспільне життя, фоторепортажі про нещодавні соціальні події та зустрічі у ділових колах.
- What's On Around the Country — подорожі Україною.
- What's On the Menu — огляди місцевих закладів харчування.

## Читацька аудиторія
«What's On» широко читається в емігрантській (діловій та дипломатичній) спільноті. З цієї причини журнал поширюється безкоштовно безпосередньо в посольствах та бізнесових організаціях. Його також читає велика кількість англомовних українців, які беруть журнал в барах, ресторанах, бізнес-центрах та інших місцях міста.